# Cantón de Aulnay
El cantón de Aulnay era una división administrativa francesa, que estaba situada en el departamento de Charente Marítimo y la región de Poitou-Charentes.

## Composición
El cantón estaba formado por veinticuatro comunas:
- Aulnay
- Blanzay-sur-Boutonne
- Cherbonnières
- Chives
- Contré
- Dampierre-sur-Boutonne
- Fontaine-Chalendray
- La Villedieu
- Le Gicq
- Les Éduts
- Loiré-sur-Nie
- Néré
- Nuaillé-sur-Boutonne
- Paillé
- Romazières
- Saint-Georges-de-Longuepierre
- Saint-Mandé-sur-Brédoire
- Saint-Martin-de-Juillers
- Saint-Pierre-de-Juillers
- Saleignes
- Seigné
- Villemorin
- Villiers-Couture
- Vinax

## Supresión del cantón de Aulnay
En aplicación del Decreto nº 2014-269 de 27 de febrero de 2014, el cantón de Aulnay fue suprimido el 22 de marzo de 2015 y sus 24 comunas pasaron a formar parte del nuevo cantón de Matha.